# Справжній друг
Справжній друг (азерб. Əsl dost) — радянський художній фільм-драма 1959 року, знятий на кіностудії «Азербайджанфільм». 

## Сюжет
Фільм розповідає про лов риби на березі Каспійського моря. У центрі сюжету доля двох нерозлучних друзів з дитинства — Фармана і Асада. Вони обидва вчилися в школі, служили в армії. Трагедією фільму стало їхнє потрапляння в аварію.

## У ролях
- Нодар Шашикоглу — Фарман
- Мухліс Джанізаде — Асад
- Тамілла Агамірова — Більгеїс
- Семен Соколовський — Джаліл
- Марзія Давудова — Санам
- Р. Сулейманова — Ісмат
- Кіма Мамедова — Рухія
- Ісмаїл Османли — Ширалі
- Анатолій Фалкович — Кремен
- О. Шевцова — Прасковья
- Фатех Фатуллаєв — слідчий
- Азіза Мамедова — дружина Ширалі
- Бахадур Алієв — помічник Фармана
- Джейхун Мірзаєв — син Фармана
- Садих Гусейнов — боцман
- Ельміра Шабанова — Лейла
- Ш. Гаджиєва — епізод
- Лейла Рзаєва — епізод
- Ф. Султанов — епізод
- З. Агаєв — епізод
- Акбар Фарзуллаєв — епізод
- Ф. Наїбов — епізод
- Тораханим Зейналова — стара

## Знімальна група
- Автор сценарію: Імран Касимов
- Режисер-постановник: Тофік Тагізаде
- Оператор-постановник: Расім Оджагов
- Художник-постановник: Каміль Наджафзаде
- Композитор: Кара Караєв
- Другий режисер: Руфат Шабанов
- Звукооператор: Ілля Озьорський
- Художник по костюмам: Елбей Рзакулієв
- Художник-гример: І. Белуанська
- Монтажер: Євгенія Абдіркіна
- Директор фільму: В. Дудієв
- Оператор комбінованих зйомок: Володимир Збудський
- Художник комбінованих зйомок: Мірза Рафієв
- Оркестр: Азербайджанський державний симфонічний оркестр імені Узеїра Гаджибекова
- Диригент: Ніязі
- Асистент режисера-постановника: Ельдар Кулієв